# 한국석유화학협회
한국석유화학협회(韓國石油化學協會, Korea Petrochemical Industry Association, KPIA)는 대한민국의 석유화학 산업관련단체다. 1974년에 설립되었으며. 2012년 한국석유화학공업협회에서 한국석유화학협회로 협회명을 변경하였다. 협회 소재지는 서울특별시 종로구 율곡로 190 (연지동)에 있다.

## 역사
- 1974년: 사단법인 한국석유화학공업협회 설립
- 1976년: 제 1회 한국합성수지전시회 개최, 석유화학뉴우스 발간
- 1979년: 제 1회 동아시아석유화학공업회의 개최
- 1981년: 석유화학공업통계 발간
- 1984년: 기획조사위원회 신설, 운영위원회 신설
- 1984년: 석유화학공업발전민간협의회 발족, 고분자신소재개발협의회 발족
- 1986년: 산업발전법에 의한 특별법인으로 변경, 산업기술수요조사위원회 발족
- 1989년: 노무위원회 신설
- 1992년: 환경안전위원회 신설
- 1999년: 한국Responsible Care협의회 설립, 가입
- 2005년: 한국화학산업연합회 설립, 가입
- 2008년: 기술위원회 신설

## 회원사
| - 금호석유화학 - 금호피앤비화학 - DL케미칼 - 대한유화 - 동서석유화학 - 롯데MCC - 롯데BP화학 - 롯데케미칼 - 삼남석유화학 - 애경케미칼 - SH에너지화학 - SKC - SK지오센트릭 - S-OIL - LX MMA - LG화학 - 여천NCC - OCI - 용산화학 - 이수화학 - GS칼텍스 - KPX케미칼 - 코오롱인더스트리 - 태광산업 - 폴리미래 - 한국바스프 - 한국이네오스스티롤루션 - 한국알콜산업 - 한화솔루션 - 한화토탈에너지스 - 효성화학 - 한국석유화학협회 홈페이지 |